# Campionati oceaniani di triathlon del 2014
I Campionati oceaniani di triathlon del 2014 ( edizione) si sono tenuti a Devonport in Australia, in data 1 marzo 2014.
Tra gli uomini ha vinto l'australiano Aaron Royle, mentre la gara femminile è andata all'australiana Gillian Backhouse.
Nella gara valida per il titolo under 23, ha trionfato tra gli uomini l'australiano Declan Wilson, mentre tra le donne l'australiana Gillian Backhouse.
Tra gli junior, infine, ha vinto l'australiano Matthew Hauser tra gli uomini e l'australiana Jaz Hedgeland tra le donne.

## Risultati

### Élite uomini
| Pos. | Nome                      | Paese         | Nuoto    | Bici     | Corsa    | Totale   |
| ---- | ------------------------- | ------------- | -------- | -------- | -------- | -------- |
|      | Aaron Royle               | Australia     | 00:18:07 | 01:01:23 | 00:32:05 | 01:53:01 |
|      | Ryan Fisher               | Australia     | 00:18:08 | 01:01:20 | 00:32:06 | 01:53:03 |
|      | Declan Wilson             | Australia     | 00:18:22 | 01:01:08 | 00:33:46 | 01:54:41 |
| 4    | Ryan Bailie               | Australia     | 00:18:20 | 01:03:20 | 00:32:19 | 01:55:31 |
| 5    | Cameron Goldsmid          | Nuova Zelanda | 00:18:15 | 01:03:57 | 00:32:00 | 01:55:35 |
| 6    | Brendan Sexton            | Australia     | 00:18:18 | 01:03:58 | 00:32:40 | 01:56:18 |
| 7    | Jacob Birtwhistle         | Australia     | 00:18:21 | 01:03:26 | 00:33:46 | 01:56:49 |
| 8    | Peter Kerr                | Australia     | 00:17:54 | 01:05:17 | 00:32:25 | 01:57:06 |
| 9    | Matthew Baker             | Australia     | 00:18:09 | 01:04:01 | 00:33:52 | 01:57:31 |
| 10   | Jesse Thyer               | Australia     | 00:18:58 | 01:04:10 | 00:34:29 | 01:59:05 |
| 11   | Cooper Rand               | Nuova Zelanda | 00:18:17 | 01:03:52 | 00:35:37 | 01:59:15 |
| 12   | Jake Montgomery           | Australia     | 00:18:10 | 01:04:02 | 00:36:25 | 02:00:04 |
| 13   | Drew Box                  | Australia     | 00:18:09 | 00:00:00 | 00:00:00 | 02:00:10 |
| 14   | Nathan Buschkuehl         | Australia     | 00:19:59 | 01:05:16 | 00:33:43 | 02:00:25 |
| 15   | Joel Tobin White          | Australia     | 00:20:24 | 01:05:00 | 00:34:29 | 02:01:24 |
| 16   | Jesse Featonby            | Australia     | 00:19:09 | 01:04:06 | 00:36:49 | 02:01:33 |
| 17   | Nick Rennie               | Nuova Zelanda | 00:21:13 | 01:05:13 | 00:33:45 | 02:01:38 |
| 18   | Nathan Barry              | Australia     | 00:18:46 | 01:04:30 | 00:37:13 | 02:01:43 |
| 19   | Matt Franklin             | Nuova Zelanda | 00:18:51 | 01:03:12 | 00:38:04 | 02:01:49 |
| 20   | Robert Huisman            | Nuova Zelanda | 00:19:03 | 01:04:12 | 00:38:11 | 02:02:53 |
| 21   | Andrew Lloyd              | Nuova Zelanda | 00:20:46 | 01:05:41 | 00:35:00 | 02:02:58 |
| 22   | Jeremy Drake              | Australia     | 00:18:54 | 01:06:28 | 00:36:38 | 02:03:09 |
| 23   | Sascha Bondarenko-Edwards | Australia     | 00:21:09 | 01:05:12 | 00:35:47 | 02:03:39 |
| 24   | Jonathan Butler           | Australia     | 00:18:18 | 01:06:54 | 00:37:28 | 02:04:16 |
| 25   | Dylan Evans               | Australia     | 00:20:21 | 01:04:56 | 00:38:17 | 02:05:01 |
| 26   | Robert Skillman           | Australia     | 00:18:31 | 01:06:40 | 00:39:52 | 02:06:47 |
| 27   | Kieran Mcpherson          | Nuova Zelanda | 00:21:15 | 01:05:09 | 00:40:09 | 02:08:08 |

### Élite donne
| Pos. | Atleta                | Paese         | Nuoto    | Bici     | Corsa    | Totale   |
| ---- | --------------------- | ------------- | -------- | -------- | -------- | -------- |
|      | Gillian Backhouse     | Australia     | 00:18:58 | 01:09:41 | 00:37:42 | 02:07:57 |
|      | Natalie Van Coevorden | Australia     | 00:18:34 | 01:10:04 | 00:38:19 | 02:08:37 |
|      | Melinda Vernon        | Australia     | 00:19:27 | 01:11:25 | 00:36:44 | 02:09:20 |
| 4    | Fiona Crombie         | Nuova Zelanda | 00:19:33 | 01:11:19 | 00:37:21 | 02:09:54 |
| 5    | Charlotte McShane     | Australia     | 00:19:06 | 01:11:49 | 00:37:48 | 02:10:27 |
| 6    | Rebecca Clarke        | Nuova Zelanda | 00:18:34 | 01:10:06 | 00:40:34 | 02:10:52 |
| 7    | Deborah Lynch         | Nuova Zelanda | 00:16:26 | 00:00:00 | 00:00:00 | 02:12:00 |
| 8    | Annelise Jefferies    | Australia     | 00:00:00 | 00:00:00 | 00:00:00 | 02:12:30 |
| 9    | Maddie Dillon         | Nuova Zelanda | 00:00:00 | 00:00:00 | 00:00:00 | 02:14:00 |
| 10   | Anneke Jenkins        | Nuova Zelanda | 00:19:00 | 01:11:57 | 00:43:11 | 02:15:51 |
| 11   | Laura Wood            | Nuova Zelanda | 00:20:22 | 01:13:35 | 00:43:24 | 02:19:03 |
| 12   | Martina Fellmann      | Nuova Zelanda | 00:21:40 | 01:15:41 | 00:41:09 | 02:20:16 |
| 13   | Chloe Butt            | Australia     | 00:20:00 | 01:08:21 | 00:41:35 | 02:20:30 |
| 14   | Ashleigh Williams     | Nuova Zelanda | 00:21:44 | 01:15:38 | 00:41:26 | 02:20:40 |
| 15   | Mikayla Nielsen       | Nuova Zelanda | 00:20:53 | 01:13:11 | 00:48:43 | 02:24:37 |
| 16   | Francesca Stafford    | Nuova Zelanda | 00:22:07 | 01:19:32 | 00:44:35 | 02:27:59 |

### Junior uomini
| Pos. | Nome             | Paese         | Nuoto    | Bici     | Corsa    | Totale   |
| ---- | ---------------- | ------------- | -------- | -------- | -------- | -------- |
|      | Matthew Hauser   | Australia     | 00:09:44 | 00:30:55 | 00:16:28 | 00:57:57 |
|      | Tayler Reid      | Nuova Zelanda | 00:09:18 | 00:30:40 | 00:17:32 | 00:58:22 |
|      | Matthew Roberts  | Australia     | 00:09:18 | 00:30:49 | 00:17:51 | 00:58:40 |
| 4    | Daniel Coleman   | Australia     | 00:09:44 | 00:30:59 | 00:16:36 | 00:58:48 |
| 5    | Jay Wallwork     | Nuova Zelanda | 00:09:45 | 00:30:56 | 00:16:47 | 00:58:59 |
| 6    | Leighton Cook    | Australia     | 00:09:49 | 00:30:59 | 00:17:09 | 00:59:19 |
| 7    | Fynn Thompson    | Nuova Zelanda | 00:10:11 | 00:31:29 | 00:17:19 | 00:59:43 |
| 8    | Tayte Dixon      | Australia     | 00:09:48 | 00:30:56 | 00:18:37 | 01:00:04 |
| 9    | Max Neumann      | Australia     | 00:09:55 | 00:32:02 | 00:17:18 | 01:00:10 |
| 10   | Sam Lade         | Australia     | 00:10:07 | 00:31:29 | 00:17:53 | 01:00:18 |
| 11   | Jordan Mclennan  | Nuova Zelanda | 00:10:01 | 00:32:01 | 00:16:41 | 01:00:22 |
| 12   | Jack Tierney     | Australia     | 00:09:46 | 00:30:59 | 00:18:56 | 01:00:27 |
| 13   | Kyle Smith       | Nuova Zelanda | 00:10:09 | 00:31:32 | 00:17:33 | 01:00:41 |
| 14   | Sam Elstob       | Nuova Zelanda | 00:10:23 | 00:31:37 | 00:18:10 | 01:00:55 |
| 15   | Fraser Lyon      | Australia     | 00:09:45 | 00:32:12 | 00:18:42 | 01:01:28 |
| 16   | Andrew Watson    | Australia     | 00:09:46 | 00:31:00 | 00:19:29 | 01:01:41 |
| 17   | Sam Blake        | Australia     | 00:10:00 | 00:32:11 | 00:18:09 | 01:01:52 |
| 18   | Gabriel Dennison | Australia     | 00:10:34 | 00:32:38 | 00:18:12 | 01:02:05 |
| 19   | Ben Anderson     | Australia     | 00:09:49 | 00:30:54 | 00:20:40 | 01:02:10 |
| 20   | Kurt Wesley      | Australia     | 00:10:14 | 00:35:01 | 00:17:28 | 01:03:30 |
| 21   | Daniel Canala    | Australia     | 00:11:41 | 00:33:19 | 00:17:44 | 01:03:31 |
| 22   | Mitchell Baker   | Australia     | 00:10:21 | 00:33:25 | 00:18:56 | 01:03:33 |
| 23   | Ethan Woolford   | Australia     | 00:10:11 | 00:33:10 | 00:19:37 | 01:03:52 |
| 24   | Nicholas Thomas  | Australia     | 00:10:52 | 00:33:39 | 00:18:02 | 01:03:55 |
| 25   | John Ashleigh    | Australia     | 00:09:55 | 00:30:54 | 00:22:34 | 01:04:06 |
| 26   | Michael Cousins  | Australia     | 00:10:02 | 00:33:58 | 00:20:04 | 01:04:59 |
| 27   | Zac Harris       | Australia     | 00:10:40 | 00:00:00 | 00:00:00 | 01:05:00 |
| 28   | Morgan Woodley   | Australia     | 00:10:44 | 00:34:00 | 00:20:09 | 01:05:44 |
| 29   | Jake Freeman     | Australia     | 00:10:00 | 00:00:00 | 00:00:00 | 01:06:09 |
| 30   | Hamish Martin    | Australia     | 00:10:33 | 00:35:08 | 00:19:39 | 01:06:10 |
| 31   | Blake Fulko      | Australia     | 00:09:43 | 00:35:11 | 00:20:41 | 01:06:24 |
| 32   | Charlie Quin     | Australia     | 00:09:42 | 00:33:21 | 00:21:52 | 01:07:16 |
| 33   | Shaun Hahn       | Australia     | 00:11:15 | 00:35:09 | 00:20:03 | 01:07:24 |
| 34   | Kane Luhrmann    | Australia     | 00:10:32 | 00:33:44 | 00:22:40 | 01:08:01 |
| 35   | Gabriel Cipriano | Australia     | 00:10:29 | 00:36:11 | 00:21:22 | 01:08:45 |
| 36   | Campbell Oram    | Australia     | 00:11:48 | 00:35:52 | 00:19:45 | 01:09:00 |

### Junior donne
| Pos. | Atleta              | Paese         | Nuoto    | Bici     | Corsa    | Totale   |
| ---- | ------------------- | ------------- | -------- | -------- | -------- | -------- |
|      | Jaz Hedgeland       | Australia     | 00:10:20 | 00:34:19 | 00:17:24 | 01:03:43 |
|      | Kira Hedgeland      | Australia     | 00:00:00 | 00:00:00 | 00:00:00 | 01:04:00 |
|      | Nicole Van Der Kaay | Nuova Zelanda | 00:10:15 | 00:34:40 | 00:18:22 | 01:04:48 |
| 4    | Sophie Malowiecki   | Australia     | 00:10:26 | 00:27:00 | 00:25:46 | 01:05:06 |
| 5    | Brittany Dutton     | Australia     | 00:10:50 | 00:33:52 | 00:18:51 | 01:05:14 |
| 6    | Elise Salt          | Nuova Zelanda | 00:10:19 | 00:34:26 | 00:18:58 | 01:05:22 |
| 7    | Mikala Falconer     | Australia     | 00:10:29 | 00:34:19 | 00:20:03 | 01:06:09 |
| 8    | Kirsty Deacon       | Australia     | 00:10:28 | 00:36:06 | 00:18:36 | 01:06:50 |
| 9    | Jessica Hoskin      | Australia     | 00:10:42 | 00:34:08 | 00:21:02 | 01:07:33 |
| 10   | Meg Stevenson       | Australia     | 00:11:03 | 00:37:04 | 00:19:41 | 01:09:02 |
| 11   | Josie Clow          | Nuova Zelanda | 00:11:14 | 00:37:13 | 00:19:08 | 01:09:12 |
| 12   | Hayley Stanford     | Australia     | 00:10:41 | 00:37:24 | 00:19:48 | 01:09:39 |
| 13   | Laura Dennis        | Australia     | 00:11:01 | 00:36:50 | 00:21:34 | 01:10:55 |
| 14   | Alexandria Boehm    | Australia     | 00:11:29 | 00:39:28 | 00:19:54 | 01:12:19 |
| 15   | Kelsey Wilkes       | Australia     | 00:10:51 | 00:37:56 | 00:21:41 | 01:12:22 |
| 16   | Matilda Vidler      | Australia     | 00:10:29 | 00:38:24 | 00:21:54 | 01:12:29 |
| 17   | Ashlee Diston       | Australia     | 00:10:50 | 00:38:10 | 00:22:44 | 01:13:34 |
| 18   | Brandi Alberts      | Australia     | 00:13:16 | 00:41:06 | 00:22:11 | 01:17:57 |

### Under 23 uomini
| Pos. | Atleta                    | Paese         | Nuoto    | Bici     | Corsa    | Totale   |
| ---- | ------------------------- | ------------- | -------- | -------- | -------- | -------- |
|      | Declan Wilson             | Australia     | 00:18:22 | 01:01:08 | 00:33:46 | 01:54:41 |
|      | Jacob Birtwhistle         | Australia     | 00:18:21 | 01:03:26 | 00:33:46 | 01:56:49 |
|      | Matthew Baker             | Australia     | 00:18:09 | 01:04:01 | 00:33:52 | 01:57:31 |
| 4    | Jesse Thyer               | Australia     | 00:18:58 | 01:04:10 | 00:34:29 | 01:59:05 |
| 5    | Cooper Rand               | Nuova Zelanda | 00:18:17 | 01:03:52 | 00:35:37 | 01:59:15 |
| 6    | Jake Montgomery           | Australia     | 00:18:10 | 01:04:02 | 00:36:25 | 02:00:04 |
| 7    | Nathan Buschkuehl         | Australia     | 00:19:59 | 01:05:16 | 00:33:43 | 02:00:25 |
| 8    | Joel Tobin White          | Australia     | 00:20:24 | 01:05:00 | 00:34:29 | 02:01:24 |
| 9    | Matt Franklin             | Nuova Zelanda | 00:18:51 | 01:03:12 | 00:38:04 | 02:01:49 |
| 10   | Robert Huisman            | Nuova Zelanda | 00:19:03 | 01:04:12 | 00:38:11 | 02:02:53 |
| 11   | Andrew Lloyd              | Nuova Zelanda | 00:20:46 | 01:05:41 | 00:35:00 | 02:02:58 |
| 12   | Sascha Bondarenko-Edwards | Australia     | 00:21:09 | 01:05:12 | 00:35:47 | 02:03:39 |
| 13   | Jonathan Butler           | Australia     | 00:18:18 | 01:06:54 | 00:37:28 | 02:04:16 |
| 14   | Dylan Evans               | Australia     | 00:20:21 | 01:04:56 | 00:38:17 | 02:05:01 |
| 15   | Kieran Mcpherson          | Nuova Zelanda | 00:21:15 | 01:05:09 | 00:40:09 | 02:08:08 |

### Under 23 donne
| Pos. | Atleta                | Paese         | Nuoto    | Bici     | Corsa    | Totale   |
| ---- | --------------------- | ------------- | -------- | -------- | -------- | -------- |
|      | Gillian Backhouse     | Australia     | 00:18:58 | 01:09:41 | 00:37:42 | 02:07:57 |
|      | Natalie Van Coevorden | Australia     | 00:18:34 | 01:10:04 | 00:38:19 | 02:08:37 |
|      | Deborah Lynch         | Nuova Zelanda | 00:16:26 | 00:00:00 | 00:00:00 | 02:12:00 |
| 4    | Annelise Jefferies    | Australia     | 00:00:00 | 00:00:00 | 00:00:00 | 02:12:30 |
| 5    | Maddie Dillon         | Nuova Zelanda | 00:00:00 | 00:00:00 | 00:00:00 | 02:14:00 |
| 6    | Laura Wood            | Nuova Zelanda | 00:20:22 | 01:13:35 | 00:43:24 | 02:19:03 |
| 7    | Martina Fellmann      | Nuova Zelanda | 00:21:40 | 01:15:41 | 00:41:09 | 02:20:16 |
| 8    | Ashleigh Williams     | Nuova Zelanda | 00:21:44 | 01:15:38 | 00:41:26 | 02:20:40 |
| 9    | Mikayla Nielsen       | Nuova Zelanda | 00:20:53 | 01:13:11 | 00:48:43 | 02:24:37 |
| 10   | Francesca Stafford    | Nuova Zelanda | 00:22:07 | 01:19:32 | 00:44:35 | 02:27:59 |